# Josh Beckett
Joshua Patrick Beckett, detto Josh (Spring, 15 maggio 1980), è un ex giocatore di baseball statunitense.

## Carriera
Passato nei Los Angeles Dodgers nel 2012, Josh nel 2003 ha vinto la sua prima delle due World Series venendo eletto come miglior giocatore della finale (World Series MVP).
Successivamente nel 2007 alla sua seconda vittoria alle World Series è stato eletto come miglior giocatore delle finali di American League Championship oltre ad avere vinto il premio come miglior lanciatore dell'anno (Baseball Pitcher of the Year Award) ed essersi guadagnato la sua prima convocazione al Major League Baseball All-Star Game (le altre nel 2009 e nel 2011).
Nel 2012 ha firmato un contratto con i Dodgers da $15,750,000 annui fino al 2014.
Oltre ad essere uno dei migliori lanciatori della lega, Josh è anche uno dei maggiori esponenti nelle cause di beneficenza.
Infatti nel 2007 ha costruito l'associazione Josh Beckett Foundation che si occupa di persone malate, disabili e persone meno agiate.

## Premi
- (2) Baseball World Series (2003, 2007)
- (1) MVP delle World Series (2003)
- (1) ALCS MVP (2007)
- (3) All-Star (2007, 2009, 2011)
- (1) Babe Ruth Award (2003)
- (1) Baseball Pitcher of the Year Award (2007)